# NGC 3753
NGC 3753 (również PGC 36016, UGC 6602 lub HCG 57A) – galaktyka spiralna (Sab), znajdująca się w gwiazdozbiorze Lwa. Odkrył ją Ralph Copeland 9 lutego 1874 roku. Jest to galaktyka z aktywnym jądrem. Wchodzi w skład zwartej grupy galaktyk zwanej Septetem Copelanda, Hickson 57 lub Arp 320.